# Doto amyra
Doto amyra är en snäckart som beskrevs av Er. Marcus 1961. Doto amyra ingår i släktet Doto och familjen Dotoidae. Inga underarter finns listade i Catalogue of Life.

## Bildgalleri

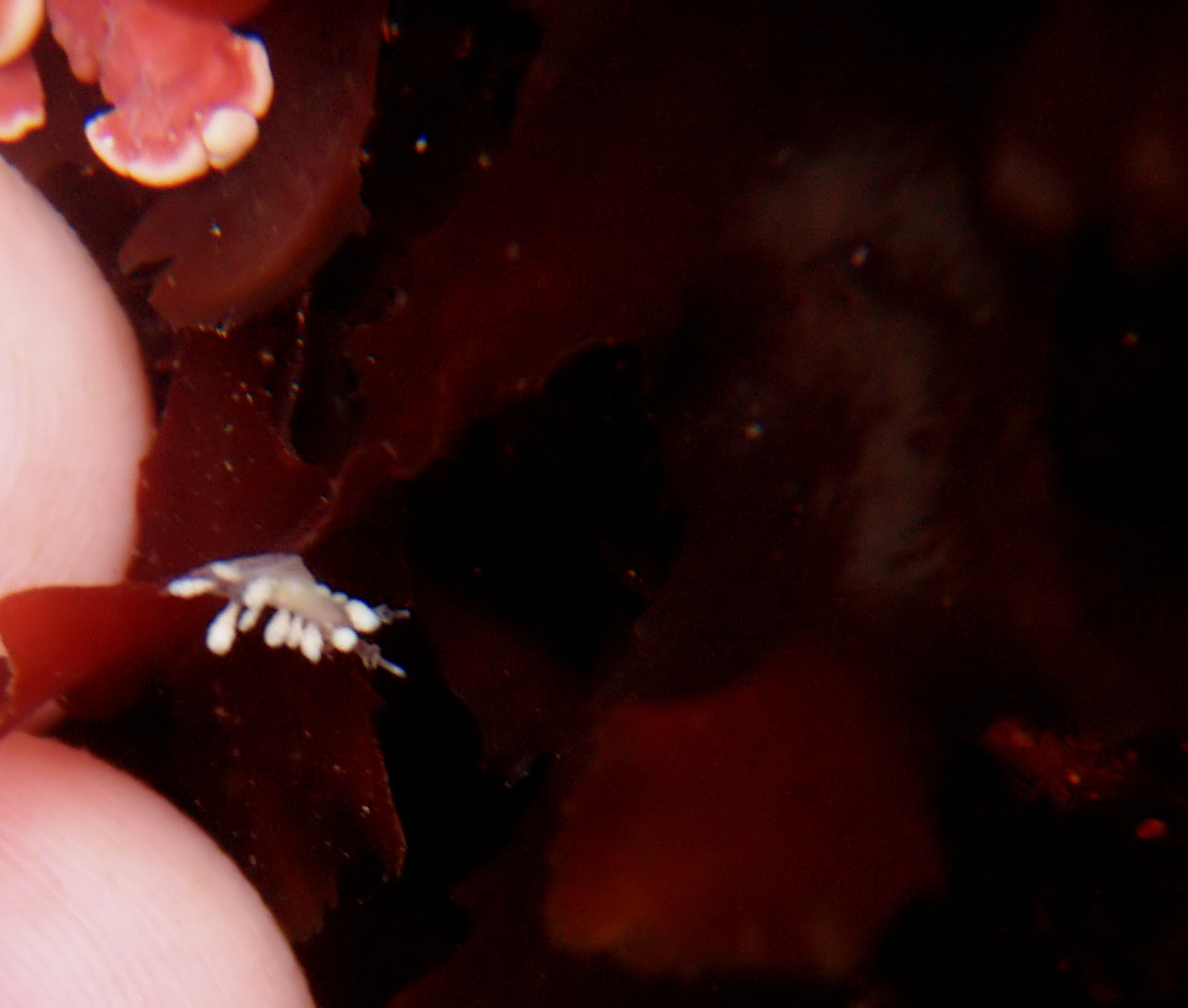